# 90709 Wettin
90709 Wettin è un asteroide della fascia principale. Scoperto nel 1990, presenta un'orbita caratterizzata da un semiasse maggiore pari a 2,7991899 UA e da un'eccentricità di 0,2019309, inclinata di 7,82022° rispetto all'eclittica.
L'asteroide è dedicato all'omonima località tedesca.